# William Tite
Sir William Tite CB, FRS (7. února 1798 City of London – 20. dubna 1873 Torquay) byl anglický architekt, který dvakrát zastával funkci prezidenta Royal Institute of British Architects. Byl spojen zejména s různými londýnskými stavbami, s projekty železničních stanic a hřbitovů. Od roku 1855 až do své smrti byl poslancem parlamentu za Bath.

## Raný život a kariéra
Narodil se v únoru 1798 v City of London jako syn obchodníka s ruským zbožím Arthura.
Pracoval u Davida Lainga, architekta nového Custom House a zeměměřiče. Pomáhal Laingovi při přestavbě kostela: podle článku uveřejněného v časopise The Architect v roce 1869 Tite celou novou stavbu navrhl, protože Laing sám neměl žádné znalosti gotické architektury.
V letech 1827 až 1828 postavil pro Edwarda Irvinga skotský kostel na Regent Square v Londýně ve stylu novogotiky, částečně inspirovaném Yorskou katedrálou, a o deset let později spolupracoval s Charlesem Robertem Cockerellem na návrhu sídla London & Westminster Bank.